# Estadens
Estadens este o comună în departamentul Haute-Garonne din sudul Franței. În 2009 avea o populație de 507 de locuitori.

## Evoluția populației
| An        | 1975 | 1982 | 1990 | 1999 | 2006 | 2009 |
| --------- | ---- | ---- | ---- | ---- | ---- | ---- |
| Populație | 390  | 303  | 425  | 425  | 478  | 507  |